# Banca Reig
Banca Reig va ser una entitat bancària d'Andorra fundada l'any 1956 per Julià Reig i Ribó com una entitat orientada bàsicament al suport de l'activitat empresarial i a la gestió de pagaments dels treballadors d'empreses.
El procés de fusió entre Banca Reig i Banc Agrícol va començar l'any 2001 i va culminar un any més tard.

## Història

### Fusió
L'any 2001 es va iniciar la fusió entre Banca Reig i el Banc Agrícol. Banc Agrícol i Comercial d'Andorra SA va canviar la denominació social per la d'Andorra Banc Agrícol Reig SA i Banca Reig SA per la d'Andorra Banc Grup Agrícol Reig SA. Es va produir un intercanvi d'accions i el procés va culminar el 18 de setembre de 2002 amb la liquidació d'Andorra Banc Grup Agrícol Reig SA - abans anomenada Banca Reig- sent ambdues parts accionaries d'Andorra Banc Agrícol Reig, andbanc.